# Ковбойская шляпа

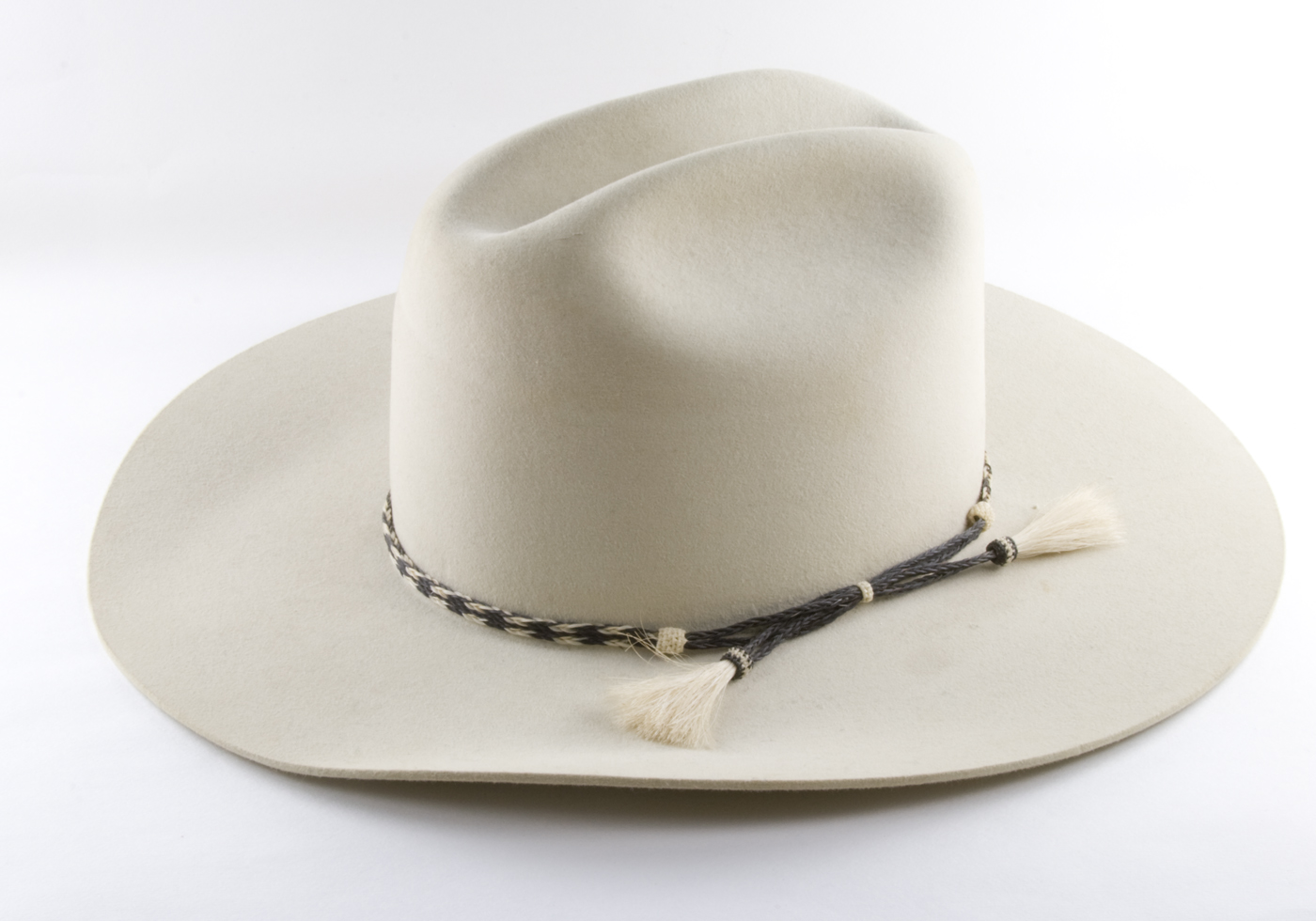
Фетровая ковбойская шляпа

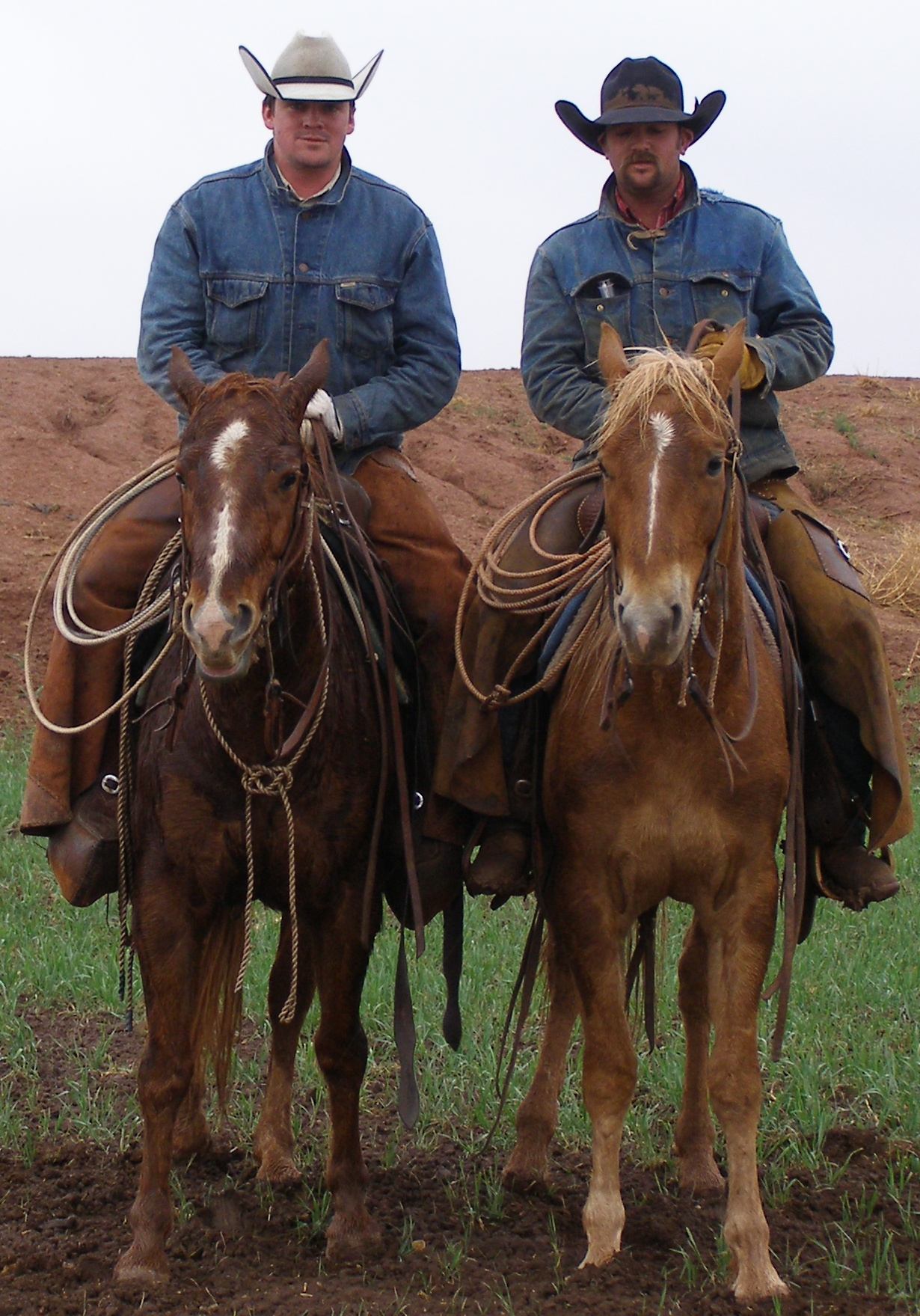
Современные ковбои в шляпах

Ковбойская шляпа (стетсон) — фетровая, кожаная или соломенная шляпа, с высокой округлой тульёй, вогнутой сверху, и с широкими подогнутыми вверх по бокам полями. Современная ковбойская шляпа была изобретена Джоном Стетсоном в 1870-х годах. До сих пор популярна на юго-западе США, на севере Мексики и в западных провинциях Канады. Является атрибутом американских ковбоев, шерифов и ранчеров, а также исполнителей музыки кантри. Стилизованная ковбойская шляпа присутствует на флаге канадского города Калгари.
Десятигаллонная шляпа (англ. «Ten-gallon» hat) — вариант ковбойской шляпы. В американской культуре — головной убор стереотипного образа жителя Техаса. Название значительно преувеличивает размер тульи: объём «десятигаллонной» шляпы на самом деле меньше одного галлона. Вероятно, название шляпы произошло от исп. tan galan (самый галантный) или galón (галун).
Стетсон — это бренд, принадлежащий производителю головных уборов, компании «John B. Stetson Company». В 1865 году Джон Стетсон создал первую шляпу «Boss of the Plains» («Хозяин равнин»), олицетворяющую Запад (Америки). Ковбойская шляпа стала краеугольным камнем предпринимательской деятельности Стетсона, а её производство существует и сегодня.
Впоследствии компания Стетсон стала крупнейшим производителем шляп, выпуская более 3 млн. 300 тыс. головных уборов в год на заводе в Филадельфии, занимающем свыше 36 тыс. м². Помимо ковбойских шляп, Стетсон занимается производством духов, одежды, обуви, очков, ремней, виски, а также различных товаров в стиле Дикого Запада.